# Monastero di Torba
Il monastero di Torba si trova a Gornate Olona, località Torba, alle pendici dell'altura su cui è situato il parco archeologico di Castelseprio. Il complesso archeologico è formato dal castrum, dal borgo, dalla chiesa di Santa Maria foris portas, dai resti della basilica di San Giovanni, da quelli della chiesa di San Paolo e da altri edifici religiosi; dello stesso unicum ne fa parte il monastero, con la chiesa di Santa Maria e la Torre di Torba, gestito dal FAI.
Fa parte del sito seriale "Longobardi in Italia: i luoghi del potere", comprendente sette luoghi densi di testimonianze architettoniche, pittoriche e scultoree dell'arte longobarda, iscritto alla Lista dei patrimoni dell'umanità dell'UNESCO nel giugno 2011.

## Storia
Il primo nucleo del complesso (detto castrum) sorse per opera dei romani nel IV-V secolo d.C. come uno degli avamposti militari edificati a scopo difensivo contro i barbari lungo la fascia nord-occidentale delle Alpi. La zona del fiume Olona dove sorge Torba, detta Sibrium, in età romana costituiva infatti un luogo di importanza strategica sia per l'approvvigionamento delle acque, sia per la posizione lungo un fondamentale asse di comunicazione transalpino.
Il castrum venne utilizzato nei secoli successivi anche da goti, bizantini e longobardi. Fu proprio durante il lungo periodo della pax longobarda che il complesso di Torba, perdendo il suo scopo militare, acquisì una funzione civile e, in seguito, religiosa, grazie all'insediamento, nell'VIII secolo, di un gruppo di monache benedettine che fece costruire il monastero e che aggiunsero all'edificio originale i locali che ospitavano le celle, il refettorio e la sala di preghiera, oltre a un portico a tre arcate e, nell'XI secolo, la piccola chiesa intitolata alla Vergine. Durante l'epoca franca il Seprio divenne sede di un contado, acquisendo così anche una funzione agricolo-produttiva; nei secoli successivi il sito divenne terreno di scontro fra alcune delle più potenti famiglie milanesi, in particolare tra i Della Torre e i Visconti nel XIII secolo: nel 1287 Ottone Visconti, per eliminare ogni traccia dei rivali, ordinò l'abbattimento di tutto il castrum, a eccezione degli edifici religiosi (all'interno dei quali era nel frattempo stata inglobata anche la torre romana).
Dai documenti conservati (le prime testimonianze scritte risalgono al 1049) è possibile ricostruire la storia del monastero, particolarmente articolata soprattutto nel periodo rinascimentale. Ristabilito l'ordine, molte famiglie nobili si avvicendarono per incaricare come badessa una persona della propria stirpe, sino ad arrivare ai Pusterla, ai quali si deve il definitivo trasferimento delle monache a Tradate, nel 1482, lasciando la cura della terra a massari. 
In realtà, una prima partenza da parte delle monache si era già registrata nel 1426, anno in cui la comunità di religiose si era trasferita al monastero di Sant'Antonio a Luvinate. Probabile causa di questo primo trasferimento erano le condizioni di degrado in cui versava il monastero di Torba, dove nella prima metà del Quattrocento era anche scoppiato un incendio. Il periodo luvinatese terminò nel 1457, quando le monache ritornarono a Torba per sfuggire dalla dissolutezza che in quel periodo caratterizzava il monastero antonino.
Con il definitivo spostamento delle monache iniziò quindi il cosiddetto "periodo agricolo" del complesso, finché, in epoca napoleonica, nel 1799, con le soppressioni degli ordini religiosi Torba perse definitivamente lo status di monastero. L'intera costruzione venne in tal modo riadattata alle mansioni agricole: il portico venne murato, l'entrata della chiesa ampliata e trasformata in magazzino per carri e attrezzi e tutti gli affreschi vennero coperti da un nuovo intonaco. A questo periodo risale anche la costruzione dell'edificio della legnaia, così come l'edificazione del fienile situato a fianco del monastero.
I secoli successivi furono contrassegnati da numerosi passaggi di proprietà, fino al 1971, epoca in cui l'ultima famiglia di contadini abbandonò il sito. Dopo anni di incuria e abbandono, il complesso venne acquistato nel 1977 da Giulia Maria Mozzoni Crespi che lo donò al Fondo Ambiente Italiano, il quale ha provveduto a ristrutturarlo. Gli interventi di ristrutturazione comportarono, tra l'altro, il ripristino del porticato. Nel 1978, all'entrata della torre venne riportata alla luce la sepoltura di un cavallo della metà del VI secolo.

## Descrizione

### La chiesa di Santa Maria

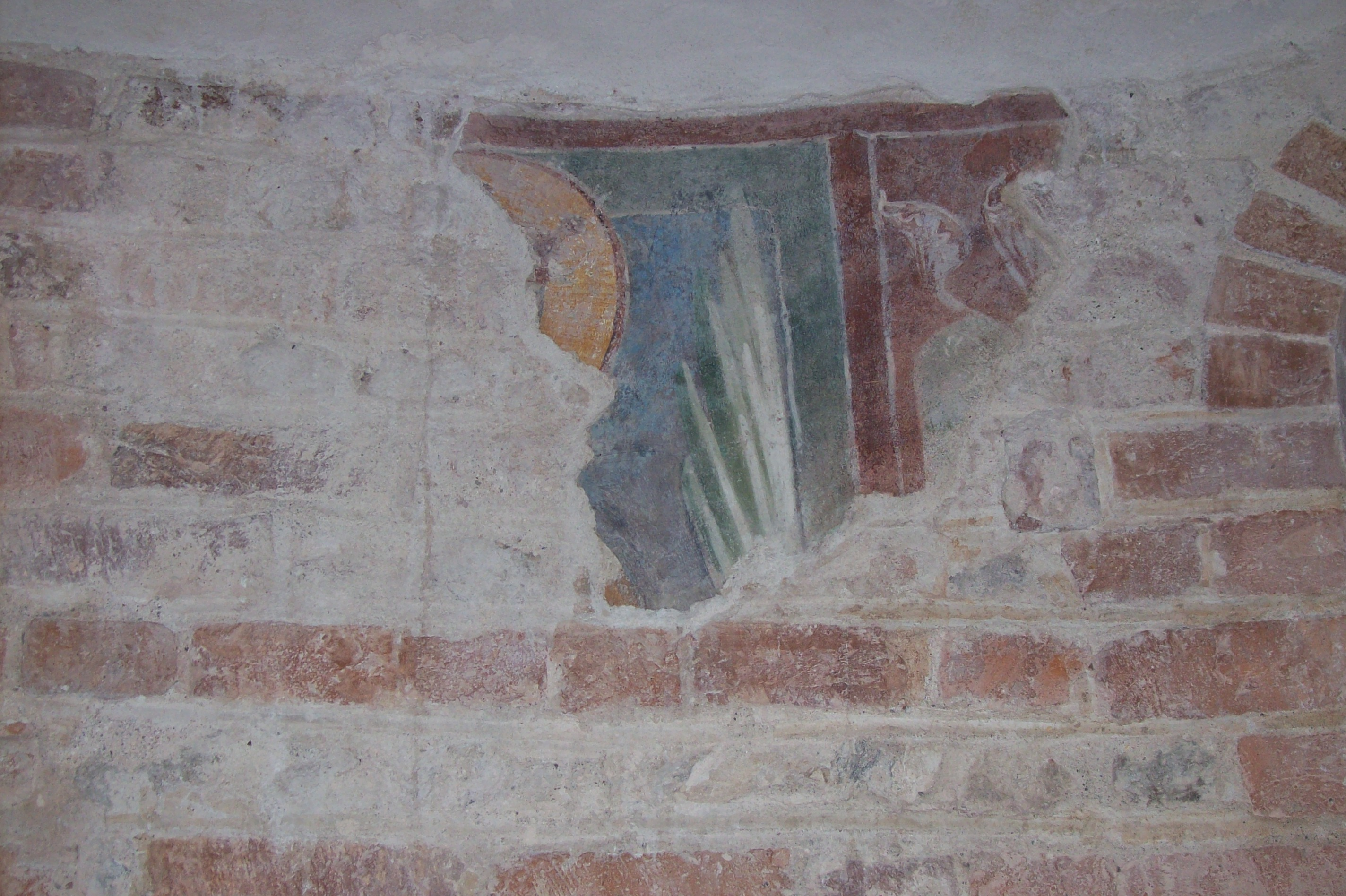
Un frammento dei resti degli affreschi

La chiesa venne costruita in quattro fasi, tra l'VIII e il XIII secolo.
La costruzione della chiesa comportò l'utilizzo di pietre di origine fluviale, raccolte dal vicino fiume Olona e legate tra loro da sabbia e calce. 
L'edificio ingloba parti di un precedente edificio ecclesiastico, ottenuto dal rimaneggiamento di un precedente edificio databile all'VIII secolo. All'interno della chiesa sono infatti ben visibili i resti di un campanile a pianta quadrata presente antecedentemente alla costruzione attuale. Le dimensioni dell'edificio dell'VIII secolo erano grossomodo confrontabili con quelle dell'attuale chiesa.
Nel X secolo, la chiesa venne ampliata fino ad assumere nuovamente le dimensioni originarie. Addosso al lato nord venne realizzato uno spazio funerario, accessibile dall'interno della chiesa, spazio che crollò durante l'età moderna.
Tra i secoli XII e XIII, un altro crollò comportò un'ulteriore trasformazione della chiesa, che venne rinforzata tramite la realizzazione dell'arcata interna del presbiterio.
La muratura esterna dell'abside, a ciottoloni, è scandita da quattro lesene che delimitano cinque campiture entro cui sono state ricavate monofore strombate. Il perimetro superiore è decorato con archetti pensili in cotto, che creano un interessante gioco cromatico, caro al romanico lombardo. 
All'interno della chiesa sono poi state rinvenute alcune tombe e una cripta ad ambulacro, riferibile all'VIII secolo, cui si accede da due scale di pietra poste sulle pareti laterali.  
Di originale forma rettangolare, la cripta venne in seguito ampliata durante i secoli XII e XIII tramite l'inserimento della parte absidale, rivolta verso est ed eretta con tufo e mattoni. Per restituire il volume originario degli interni, sopra la cripta è stato posizionato un soppalco removibile in legno. 
La varietà della tessitura muraria esterna testimonia la tormentata storia subita nel corso dei secoli dalla chiesa, che per lungo tempo fu utilizzata con finalità agricole. Esemplare da questo punto di vista è la tamponatura di un grande arco che, fino al 1977, serviva per il passaggio di carri attraverso la parete sud.
Le raffigurazioni pittoriche a calce sono, a causa del loro stato di conservazione, alquanto frammentarie e non permettono l'esatta identificazione dei soggetti. Due sono le fasi identificabili degli affreschi: una più antica, del IX-X secolo, e una successiva, dell'XI-XIII: a quest'ultima datazione sono riferibili alcuni frammenti visibili sul corpo del campanile, tra cui si identifica il volto di Gioacchino (o Caino) accompagnato dall'iscrizione (A)KIM. Al secolo XI risalgono anche alcuni frammenti di affresco rinvenuti durante una campagna di scavo del 2009.

### Il monastero
I restauri del FAI hanno riportato alla luce anche i grandi archi del portico del corpo del monastero, ora sede del ristoro, impostato sulla spina romana della muratura di Castelseprio, ancora visibile nelle cantine e nel porticato del refettorio, dove possiamo anche ammirare il grande camino originario. I portici testimoniano inoltre l'ospitalità dell'ordine monastico a pellegrini e viaggiatori, che potevano così riposare al coperto e usufruire del forno attorno al quale è posizionata la scala che sale al piano superiore della torre.

### La torre

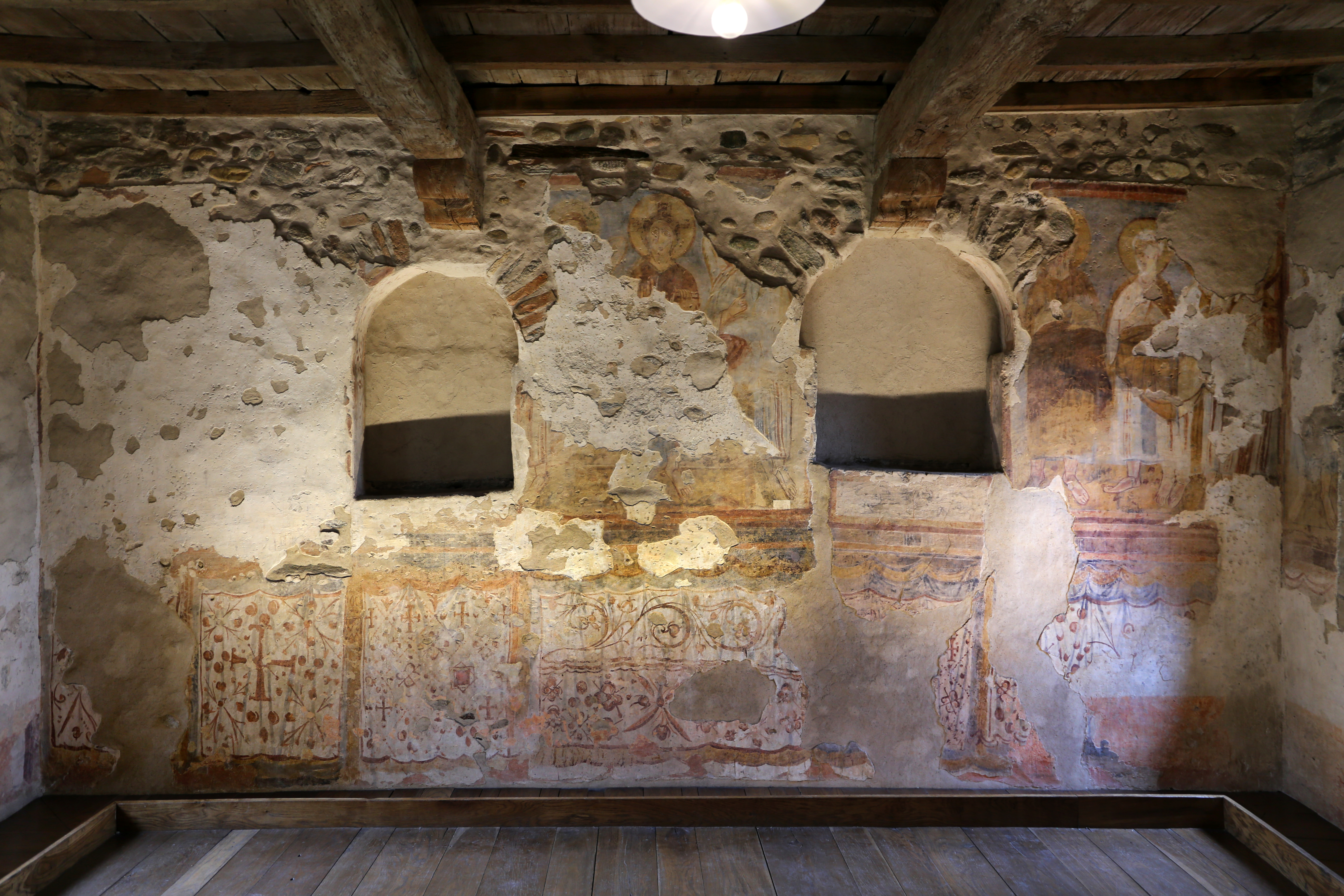
Affreschi nella torre

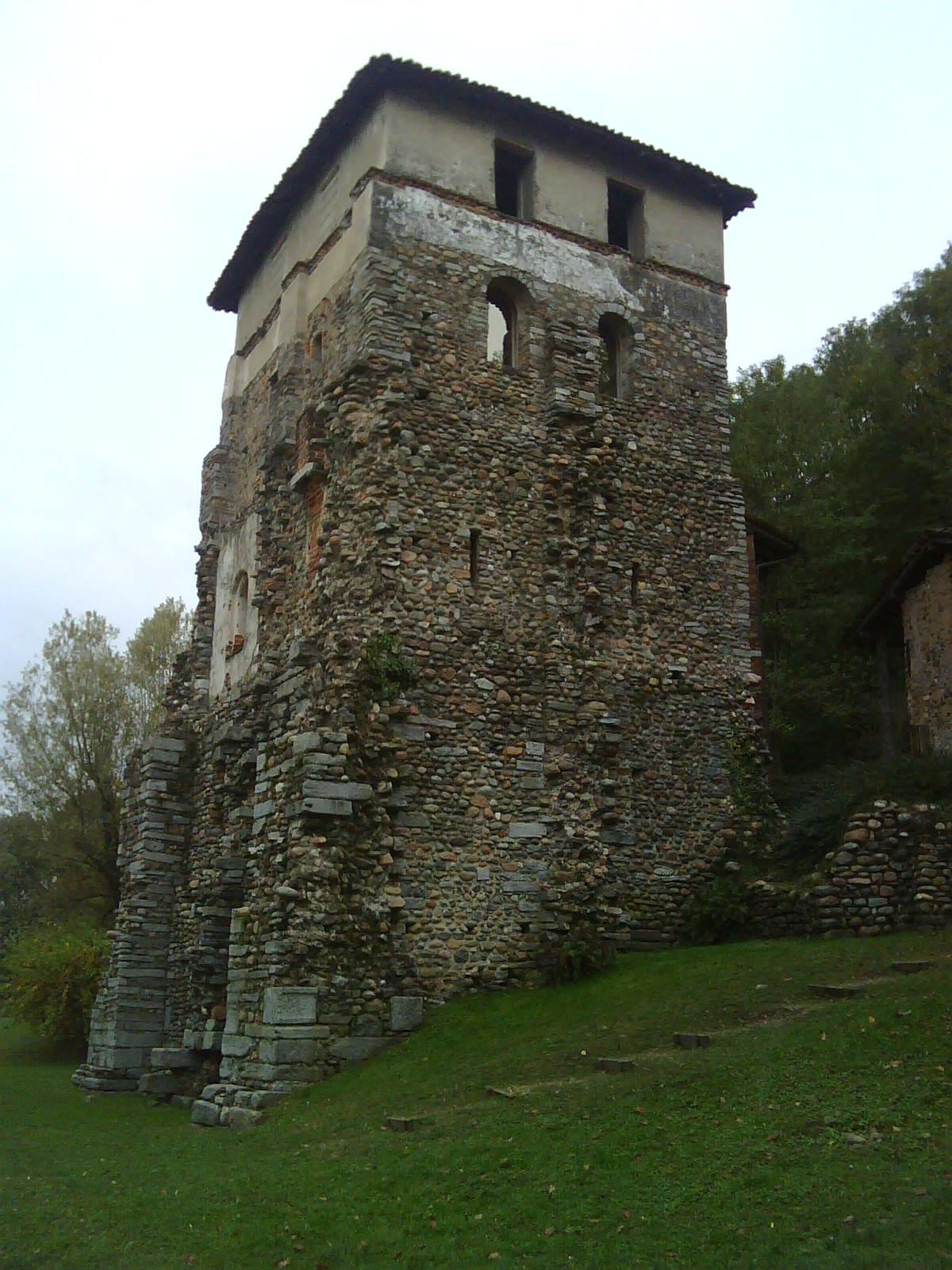
La torre di Torba

La torre, con funzione di avvistamento all'interno del sistema difensivo romano, ne diventa così la punta avanzata verso il fiume Olona, e rappresenta una delle poche testimonianze rimaste nel nord Italia di architettura romana difensiva del V-VI secolo. Costruita con materiale tratto dalla demolizione di un vicino complesso cimiteriale romano, essa è caratterizzata da una struttura possente, ma al contempo slanciata. I muri perimetrali infatti si assottigliano progressivamenti dalla base (in cui hanno una profondità di circa 2 m) fino alla copertura della torre (circa 85 cm), creando una serie di gradini (detti "riseghe") visibili sia all'interno che all'esterno della struttura architettonica, alta più di 18 m. 
La parte più antica è quella inferiore, dotata di feritoie, alta più o meno 7 m e impostata su una base quadrata di 8 m per lato. Gli angoli dei muri a valle sono inoltre rinforzati da contrafforti. In corrispondenza degli spigoli della torre a nord-ovest e a sud-ovest si immorsa la cinta muraria che saliva lungo tutto il pendio sino a raggiungere il castrum.
La parte centrale della torre, databile tra i secoli VIII e IX, è dotata di finestre ad arco. Ogni finestra presenta una base rettilinea e una porzione curvilinea, con la base rettilinea più stretta rispetto alla porzione curvilinea.
Più tardivo è il piano del sottotetto, realizzato tra i secoli XIV e XV.
Gli interni della torre rivelano in modo più evidente la complessa storia dell'edificio: al primo piano infatti, accanto alle finestre a feritoia di epoca militare, figura una finestra ogivale del XV secolo. I lacerati di affresco conservati sulle pareti e gli incavi ricavati nella muratura testimoniano come, in epoca longobarda, questa stanza fosse stata destinata a sepolcreto, con tombe ad arcosolio,  delle badesse della comunità. Da notare fra gli affreschi ancora leggibili la figura di una monaca che riporta nell'iscrizione il nome tipicamente longobardo di Aliberga, e una croce con l'alfa e l'omega sui bracci orizzontali. La raffigurazione di un'altra monaca in preghiera è corredata della scritta "Casta". Fra i materiali reimpiegati per la costruzione del piano spicca una lapide romana in marmo con il rilievo di un elmo crestato. Dopo la secolarizzazione del monastero, il locale del primo piano venne riconvertito in cucina con camino.
Tra l'VIII e l'XI secolo il secondo piano fu adibito a oratorio dalle monache. Testimonianza di ciò è la presenza dell'altare (oggi perduto) e delle raffigurazioni a carattere religioso delle pareti, realizzate a cavallo tra i secoli VIII e IX. Sulla parete est vi è una rara testimonianza di velario dipinto, al di sopra del quale si trova la figura di un Cristo Pantokrator imberbe e in trono, affiancato da due angeli e accanto al quale in origine dovevano essere raffigurati anche la Vergine e gli apostoli (attualmente si distinguono solo san Giovanni Battista, probabilmente atto a formare una Deesis con Maria, e forse san Pietro); sulla parete ovest scorre invece una teorie di santi martiri e sante (l'unica riconoscibile è sant'Eufemia, grazie a un frammento di nome), al di sotto della quale sono raffigurate otto monache in processione, con un espressionistico atteggiamento delle mani in preghiera; sulla parete sud restano parti di affresco raffiguranti la Vergine col Bambino e una committente inginocchiata con un cero in mano; infine, sulla parete nord, appare il resto di un Cristo in una mandorla, posta vicino a una testa di leone, che alcuni vorrebbero identificare con quello di san Marco.

## La storia di Raffa e l'ipotesi di Sironi
Pier Giuseppe Sironi, nel suo I Racconti di Torba (1994), riporta una leggenda per la quale, un tempo, un brigante si insediò a Torba, scacciando chi vi abitava e iniziando a depredare i paesi circostanti; a nulla valsero gli interventi di vari mercenari ingaggiati dalla popolazione, e lo stesso conte del Seprio perse la vita duellando contro l'invasore. Una giovane donna di nome Raffa escogitò allora uno stratagemma: si fece trovare dal brigante a fare il bagno nell'Olona e, quando questi la portò nel suo covo, lo accecò con del sale e prese a picchiarlo con un randello; l'uomo, tuttavia, resistette ai colpi e inseguì la ragazza fino in cima alla torre, ove lei lo avvinghiò e si buttò nel vuoto con lui. Il brigante perse la vita, mentre Raffa si salvò miracolosamente, e fece erigere presso la torre stessa una piccola cappella dedicata all'arcangelo Raffaele, ritenuto il proprio salvatore.
Il Sironi, nella notazione alla fine del racconto, dice che una chiesa dedicata a san Raffaele è segnalata per Castelseprio nel Liber Notitiae Sanctorum Mediolani (cioè alla fine del XIII secolo), della quale però non si è mai avuta altra notizia. Nella mappa del Catasto Teresiano (datata al 1722), tuttavia, una chiesa di San Raffaele è indicata esattamente nel luogo di Santa Maria di Torba, che nello stesso foglio è al contrario ignorata. Esiste dunque il dubbio che la vera dedica di quest'ultima sia stata in origine all'arcangelo, e che la stessa sia andata in quasi obsolescenza dietro l'uso corrente di denominare il luogo con il nome di Santa Maria, posseduto dal monastero cui la chiesetta finì per appartenere. In questo modo, dice sempre il Sironi, la leggenda di Raffa potrebbe essere in parte capita, a patto di ambientarne il nocciolo, superando l'incongruenza storica, in un periodo in cui forse le monache ancora non erano apparse a Torba.